# Pedro Muñoz Seca
Pedro Muñoz Seca (El Puerto de Santa María, 20 de febrer de 1879 – Paracuellos de Jarama, 28 de novembre de 1936), escriptor i autor de teatre espanyol pertanyent a la Generació del 14 o Noucentisme. Va ser considerat per Sáinz de Robles com el «fènix dels enginys del segle XX», i Valle-Inclán va deixar escrita aquesta definició: «Lleveu al teatre de Muñoz Seca l'humor; despulleu-lo de caricatura, arrabasseu-li el seu enginy satíric i facilitat per a la paròdia, i seguireu davant un monumental autor de teatre».

## Biografia
Va estudiar batxillerat al col·legi jesuïta San Luis Gonzaga del Puerto de Santa María, amb Juan Ramón Jiménez i Fernando Villalón. A l'any 1901 conclou estudis de Filosofia i Lletres i Dret a la Universitat de Sevilla, ciutat on coneix el món del teatre. Allí hi va estrenar el 1901 una obra còmica d'un acte, Las guerreras i en 1903 el sainet El maestro Canillas al Puerto de Santa María.
Va marxar a Madrid en 1904 i hi va estrenar la seva primera obra, El contrabando, al Teatre Lara, escrita en col·laboració amb Sebastián Alonso. Allí va treballar de professor de grec, llatí i hebreu. El 1908 va començar a treballar al Ministeri de Foment i es casà amb la cubana María de l'Asunción de Ariza y Díez de Bulnes.
Entre els anys 1910 i 1920 la seva figura com a autor teatral es va consolidar com a creador d'un nou gènere teatral denominat astracán o astracanada, caracteritzat per una cerca de la comicitat absoluta, fins i tot a costa de la versemblança i desfigurant el llenguatge natural. L'obra més cèlebre dins d'aquest gènere és La venganza de Don Mendo, que es va estrenar al Teatre de la Comedia el 1918.

En els anys 1920 les seves obres deixen de representar-se únicament en Pasqua i asseguren als empresaris teatres plens. Les crítiques no van de la mà, tanmateix. En l'edició de Afrodisio Aguado de La venganza de Don Mendo, el pròleg està a càrrec de Jacinto Benavente, que defineix l'obra i la fi de Muñoz Seca així:
| « | A Muñoz Seca no el va matar la barbàrie, el va matar l'enveja. L'enveja sap trobar els seus còmplices | » |

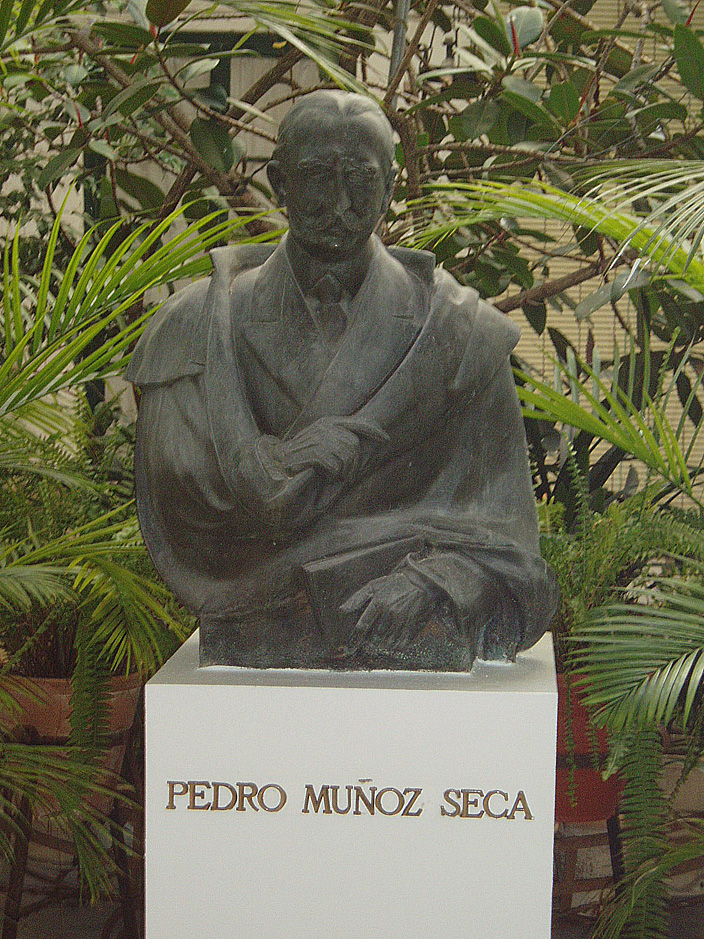
Bust de Pedro Muñoz Seca

Una altra obra seva és Los extremeños se tocan, una comèdia musical o «sarsuela sense música», on els actors canten i ballen a cappella i que parodia aquest gènere; posteriorment va ser portada al cinema per Alfonso Paso.
De 1931 endavant centra les seves sàtires contra la República. Estrena La oca, sigles de «Lliure Associació d'Obrers Cansats i Avorrits», caricatura del comunisme i l'igualitarisme. Més tard estrena Anacleto se divorcia, sàtira de la llei del divorci (1932) que s'havia promulgat feia poc. Altres obres que ridiculitzen la República són La voz de su amo, Marcelino fue a por vino i El gran ciudadano. Aquestes crítiques, que van tenir èxit de públic, fan que passi de ser considerat frívol, dins del seu conservadorisme, a ofensiu per a alguns grups objectiu de les crítiques. Però va ser molt estimat al món escènic, amb amistats com Pedro Pérez Fernández, Jacinto Guerrero, Salvador Videgain o el famós Lepe. Van col·laborar amb ell Enrique García Álvarez, Azorín, García Velloso i molts altres.
Quan es va iniciar la Guerra Civil espanyola, estava amb la seva esposa a Barcelona per l'estrena de La tonta del rizo, que va tenir lloc la nit anterior a l'alçament, i va ser detingut per milícies anarcosindicalistes que dominaven la ciutat comtal, a la casa d'un actor que li havia aconsellat abandonar l'hotel en què s'havia allotjat. Acusat d'albergar idees monàrquiques i catòliques, va ser traslladat a Madrid i empresonat a la recentment creada presó de San Antón (establerta en aquests mateixos dies en l'antic convent de San Antón); la seva esposa va ser posada en llibertat, ja que era ciutadana cubana. Va ser afusellat el 28 de novembre d'aquest any 1936 a Paracuellos de Jarama. És avi matern de l'escriptor Alfonso Ussía.

## Obra teatral
| - República estudiantil - El espanto de Toledo - La novela de Rosario - Las inyecciones - ¡Usted es Ortiz! - Calamar - El alfiler - ¡Pégame, Luciano! - Satanelo - ¡Un! ¡Dos! ¡Tres!... ¡La niña para usted! - ¡Todo para ti! - El drama de Adán - Una que no sirve - Equilibrios - ¡Te quiero, Pepe! - Bronca en el ocho - El refugio - Los quince millones - La Eme - El gran ciudadano - El rey negro - ¡¡Cataplum!! - ¡Sola! - Las cuatro paredes - El verdugo de Sevilla - La venganza de Don Mendo - Los extremeños se tocan - La Oca - Anacleto se divorcia - El último pecado - La razón de la locura - ¡Por peteneras! - La canción húngara - Coba Fina - Las cosas de la vida - El medio ambiente - La Nicotina - Trampa y cartón - El milagro del santo - López de Coria - El incendio de Roma - Cachivache - Naide es ná - La perla ambarina - Lolita Tenorio | - El marido de la Engracia - Albi-Melén - El voto de Santiago - El teniente alcalde de Zalamea - De rodillas a tus pies - La fórmula 3k3 - Los rifeños - Un drama de Calderón - Trianerías - Las verónicas - La Tiziana - El mal rato - Los amigos del alma - Pepe Conde o el mentir de las estrellas - Martinglas - El clima de Pamplona - San Pérez - El parque de Sevilla - La hora del reparto - Tirios y troyanos - El número 15 - De lo vivo a lo pintado - ¡Plancha! - El Goya - El llanto (1924) - La pluma verde - El rey nuevo - La mujer de nieve - La muerte del dragón, 1923 (música incidental de Jacinto Guerrero) - Los chatos - Bartolo tiene una flauta - La tela - Los campanilleros - El sonámbulo - La cabalgata de los Reyes - María Fernández (amb Pedro Pérez Fernández, 1926) - Seguidilla gitana - El voto - La caraba - La mala uva - La Lola - El rajáh de Cochin - Ali-Gui - ¡Un millón! - El sofá, la radio, el peque y la hija de Palomeque - ¿Qué tienes en la mirada? - Los ilustres gañanes | - El cuatrigémino - La perulera - Una mujer decidida - El alma de corcho - Mi padre - El corzo - ¡No hay no! - Jabalí - Trastos viejos - La voz de su amo - El Ex... - Mi chica - El escándalo - ¡Soy un sinvergüenza! - Papeles - Marcelino fue por vino - La plasmatoria - Zape - Las guerreras - El contrabando - De balcón en balcón - Las tres cosas de Jerez - El lagar - El jilguerillo de los parrales - La neurastenia de Satanás - La cucaña de Solarillo - Fúcar XXI - Pastor y Borrego - La niña de las planchas - La frescura de Lafuente - La casa de los crímenes - La Remolino - El castillo de los ultrajes - La escala de Milán - La conferencia de Algeciras - El último Bravo - Los cuatro Robinsones - La mujer - El rayo - Poca cosa es un hombre (amb Rafael López de Haro, 1926) - La cura - El clamor - La Academia - La tonta del rizo - Las cuatro paredes (pòstuma, estrenada en 1940) |